# Gonomyia connivens
Gonomyia connivens är en tvåvingeart som beskrevs av Alexander 1946. Gonomyia connivens ingår i släktet Gonomyia och familjen småharkrankar. Inga underarter finns listade i Catalogue of Life.